# 弗雷迪·瓜林
弗雷迪·亚历桑德罗·瓜林·巴斯克斯（Fredy Alejandro Guarín Vásquez，1986年6月30日—），是一名哥伦比亚职业足球运动员，司职中场。

## 俱乐部生涯

### 早期生涯
2004年，瓜林在哥伦比亚球队恩维加多开始职业足球生涯，并迅速成为球队主力。2005年被租借到阿根廷足球甲级联赛球队博卡青年，在加盟球队后的前六个月，瓜林都是在球队的青年队中训练，只获得两次联赛出场的机会。尽管如此，博卡青年在瓜林的租借合同到期后，还是试图永久买断他的所有权，但瓜林选择继续租借至外，2006年8月，他租借加盟法国足球甲级联赛球队圣艾蒂安。在圣艾蒂安和西甲球队西班牙人的一场季前热身赛中，瓜林首次代表圣艾蒂安亮相并在比赛中打进两球。瓜林在赛季一开始主要作为球队的替补球员，随着赛季的进行，他逐渐进入球队的主力名单。2006年10月14日，他首次在法甲联赛亮相，对手是法甲卫冕冠军里昂。之后，他在圣艾蒂安3比1击败特鲁瓦的联赛中打进加盟球队的首个正式比赛进球。2007年4月，圣艾蒂安正式买断瓜林，并签订了一份为期四年的合同。

### 波尔图
2008年7月10日，葡萄牙足球超级联赛球队波尔图宣布和瓜林签约四年，具体转会金额并未透露，但波尔图在这次交易中将保罗·马查多租借至圣艾蒂安一年作为添头。 瓜林在球队的前两个赛季主要担任替补，但可以得到稳定的出场机会。2010年5月16日，瓜林打进加盟球队后最重要的一个进球，帮助波尔图在葡萄牙杯决赛中2比1击败查韦斯捧得冠军。
2010/11赛季，在转会利物浦后，瓜林晋升为球队的主力。他为波尔图在正式比赛中出场40次，打进10球，其中有5个进球是在欧足联欧洲联赛中取得的。 他的出色表现帮助波尔图获得该赛季葡超联赛、葡萄牙杯和欧联杯“三冠王”的荣誉。

### 国际米兰
2012年1月31日，作为求购的应对措施，意大利足球甲级联赛球队国际米兰宣布瓜林以租借方式加盟球队五个月，租借费为150万欧元，国际米兰拥有赛季后1150万欧元的买断权。
2012年5月17日，波尔图宣布瓜林以1100万欧元的身价正式转会加盟国际米兰。2012年8月30日欧联杯资格赛第四轮第二回合主场迎战瓦斯鲁伊的比赛中，瓜林在比赛最后时刻攻入一球，帮助国米主场2:2战平对手（总比分4:2晋级欧联杯正赛）。2013年2月21日欧联杯1/16决赛第二回合对阵克鲁日的比赛中，瓜林梅开二度，帮助国际米兰以3:0（总比分5：0）击败对手，晋级1/8决赛。

## 国际比赛生涯
瓜林曾入选各个年龄级别的哥伦比亚国家青年队。2003年8月，他代表哥伦比亚U17国家队参加在芬兰举行的U17世界杯足球赛，获得第四名。
同年11月，他又入选哥伦比亚U20国家队参加在阿联酋举行的U20世界杯足球赛，获得季军。
瓜林曾经入选哥伦比亚国家足球队参加2005年美洲金杯的球员名单，但没有在此次赛事中出场。2006年5月24日，他在哥伦比亚和厄瓜多尔的世界杯热身赛中首次代表成年国家队出场。2011年3月26日，瓜林在哥伦比亚2比0击败厄瓜多尔的友谊赛中打进首个国家队进球。2011年6月，瓜林入选哥伦比亚参加2011年美洲國家盃的名单。

## 荣誉

### 俱乐部
- 波尔图
  - 葡萄牙足球超级联赛：2008–09，2010–11
  - 葡萄牙杯：2008–09，2009–10，2010–11
  - 葡萄牙超级杯：2009，2010，2011
  - 欧足联欧洲联赛：2010–11

- 上海绿地申花
  - 中国足协杯：2017